# Роман Абрамович
Роман Аркадјевич Абрамович (рус. Роман Аркадьевич Абрамович; Саратов, 24. октобра 1966) руски је предузетник, олигарх и бивши губернатор Чукотског аутономног округа.
Био је председник енглеског фудбалског клуба Челси до краја фебруара 2022, када се због притиска јавности повукао после руске инвазије на Украјину.

## Биографија
Отац и мајка су јеврејског порекла и обоје су рано умрли. Од своје осме године живео је код свог стрица. Мајка му је кад је имао 1,5 годину умрла у покушају илегалног абортуса, док му је отац погинуо на грађевини.
Абрамович је ушао у пословни свет током служења војске. Прво је радио као улични трговац, а затим као механичар у локалној фабрици. Абрамович је похађао Губкин институт за нафту и гас у Москви,, а затим је трговао робом за швајцарску трговачку фирму Руницом.
Године 1988, када је перестројка створила могућности за приватизацију у Совјетском Савезу, Абрамович је добио прилику да легитимише свој стари посао. Он и његова прва жена Олга основали су компанију за производњу лутака. У року од неколико година његово богатство се проширило са нафтних конгломерата на фарме свиња. Бавио се трговином дрвном грађом, шећером, прехрамбеним производима и другим производима. Године 1992. ухапшен је и послат у затвор због крађе државне имовине.
Према листи часописа Форбс из марта 2012, Абрамович је са 12,1 милијарди долара девети најбогатији човек Русије.

## Предузећа
Власник или сувласник је следећих предузећа:
- Сибнефт 80% (нафтна компанија), данас Гаспром Нефт
- РУСАЛ 50% (фабрике алуминијума)
- Аерофлот 26% (авионска компанија)
- Русправто 37,5% (произвођач аутомобила)
- ФК Челси (фудбалски клуб)
- ЦСКА Москва (фудбалски клуб)
- ФК Зенит (фудбалски клуб)

## Лични живот
Абрамович је био од 1987. до 1989. са својом првом женом Олгом, с којом је имао једно дете. 1991. други пут се жени стјуардесом Аерофлота Ирином с којом има петоро деце. И са њом се такође 2007. године растао.

## Богатство
| Year | The Sunday Times Rich List | The Sunday Times Rich List | Forbes The World's Billionaires | Forbes The World's Billionaires |
| Year | Ранк                       | Нето вредност (фунта)      | Ранк                            | Нето вредност (долар)           |
| ---- | -------------------------- | -------------------------- | ------------------------------- | ------------------------------- |
| 2010 | 2                          | £7.40 милијарди            | 50                              | $12 милијарди                   |
| 2011 | 3                          | £10.30 милијарди           | 53                              | $13.4 милијарди                 |
| 2012 | 3                          | £9.50 милијарди            | 68                              | $12.1 милијарди                 |
| 2013 | 5                          | £9.30 милијарди            | 107                             | $10.3 милијарди                 |
| 2014 | 9                          | £8.42 милијарди            | 137                             | $9.10 милијарди                 |
| 2015 | 10                         | £7.29 милијарди            | 137                             | $9.10 милијарди                 |
| 2016 | 13                         | £6.40 милијарди            | 151                             | $7.60 милијарди                 |
| 2017 | 13                         | £8.053 милијарди           | 139                             | $11.50 милијарди                |
| 2018 | 13                         | £9.333 милијарди           | 140                             | $11.70 милијарди                |
| 2019 | 9                          | £11.221 милијарди          | 107                             | $12.40 милијарди                |
| 2020 | 12                         | £10.156 милијарди          | 113                             | $11.30 милијарди                |
| 2021 | 8                          | £12.101 милијарди          | 142                             | $14.50 милијарди                |

| Легенда    | Легенда                                   |
| Иконица    | Опис                                      |
| ---------- | ----------------------------------------- |
| Стагнација | Без промена у односу на претходну годину. |
| Раст       | Повећање у односу на претходну годину.    |
| Пад        | Пад у односу на претходну годину.         |